# Kiss Norbert (tekéző)
Kiss Norbert (Kaposvár, 1980. június 29. –) világbajnok magyar válogatott tekéző, a Szegedi TE játékosa.

## Fiatalkora
Kaposváron ismerkedett meg a tekével, első klubja a Kaposvári Közutasok volt. Nem sokáig maradt Kaposváron, továbbment Szegedre, és mindegyik szegedi csapatnak tagja volt, 14 alkalommal nyerte meg a magyar Szuperligát, 3 alkalommal a világkupát és 2 alkalommal az Európa-kupát.

## Pályafutása
13 alkalommal volt Szuperliga-aranyérmes a Snowfox, a MÉH, a Ferroép, az Alabárdos és a Zengő Alföld Szegedi TE-vel. A Szegeddel csak 5-ször volt 2. helyezett, a többi idényt mind megnyerték a csapattal, 4-szer lett Bajnokok Ligája-győztes 2006-ban, 2013-ban, 2014-ben és 2016-ban. 4-szeres páros, 2-szeres országos, 1-szeres sprint és 1-szeres összetett magyar bajnok is. Emellett még a Szegedi Teke & Bowlingcentrumban ő tartja a pályacsúcsot 735 fával.
2004-ben, 2007-ben és 2013-ban csapatvilágbajnok lett a magyar válogatottal.
Kétszer nyert Európa-kupát az Alabárdos-Szegedi TE-vel, világbajnok volt egyéni kombinációban 2008-ban a bosznia-hercegovinai Banja Lukában, egyéni sprintben 2012-ben a lengyel Lesznóban, illetve tandem mixben 2014-ben a cseh Brnóban.